# Max Delvalle
Max Delvalle Levy-Maduro (Cidade do Panamá, 27 de fevereiro de 1911 - Cidade do Panamá, 20 de dezembro de 1979) foi  Vice-presidente do Panamá de 1 de outubro de 1964 a 1 de outubro de 1968 e Presidente reconhecido pela Assembleia Nacional de 8 de abril de 1967 a 15 de abril de 1967.
Em 1967 o país estava convulsionado politicamente. A Assembleia Nacional destituíra o Presidente Marco Aurelio Robles Méndez e deu posse a Max Delvalle, o que não foi bem recebido pelo Comando da Guarda Nacional.
O acontecimento provocou manifestações violentas em todo o país, enquanto havia dois Presidentes da República: um reconhecido pelo parlamento e o outro pela Guarda Nacional. A crise se alongou por uma semana, até que a Assembleia Nacional desistiu da destituição de Robles, pressionada principalente pelo General Bolívar Vallarino, comandante da Guarda Nacional panamenha.
Ao assumir a presidência do país, Delvalle tinha 56 anos. Faleceu aos 68 anos de idade. Foi membro de uma família apaixonada por Hipismo , a qual dedicava anualmente competições junto de seu pai Eric e seu irmão Eric Arturo, pai de Eric Arturo Delvalle.